# Himmelried
Himmelried is een gemeente en plaats in het Zwitserse kanton Solothurn en maakt deel uit van het district Thierstein.
Himmelried telt 968 inwoners.